# Валонци
Валонци (фр. Wallons, вал. Walons) романски су народ из Белгије, који претежно живи у јужном региону Валонија. Говоре француски и валонски језик. Валонци су препознатљива етничка заједница у Белгији. Важни историјски и антрополошки критеријуми (језик, религија, традиција, фолклор) везују Валонце са Французима. Уопштено, термин Валонци се односи на све становнике Валонске регије. Поред француског и валонског, мањи број Валонаца говори мањим регионалним језицима, као што су пикардски и лоренски. Валонци су потомци Галоримљана и Франака.

## Етимологија
Термин Валонци поријекло води од прагерманске ријечи walha, која се користила за означавање говорнике келтског и латинског језика.